# Crangon handi
Crangon handi is een garnalensoort uit de familie van de Crangonidae. De wetenschappelijke naam van de soort is voor het eerst geldig gepubliceerd in 1977 door Kuris & Carlton.